# Р
Cette page contient des caractères spéciaux ou non latins. S’ils s’affichent mal (▯, ?, etc.), consultez la page d’aide Unicode.
Ne doit pas être confondu avec P.

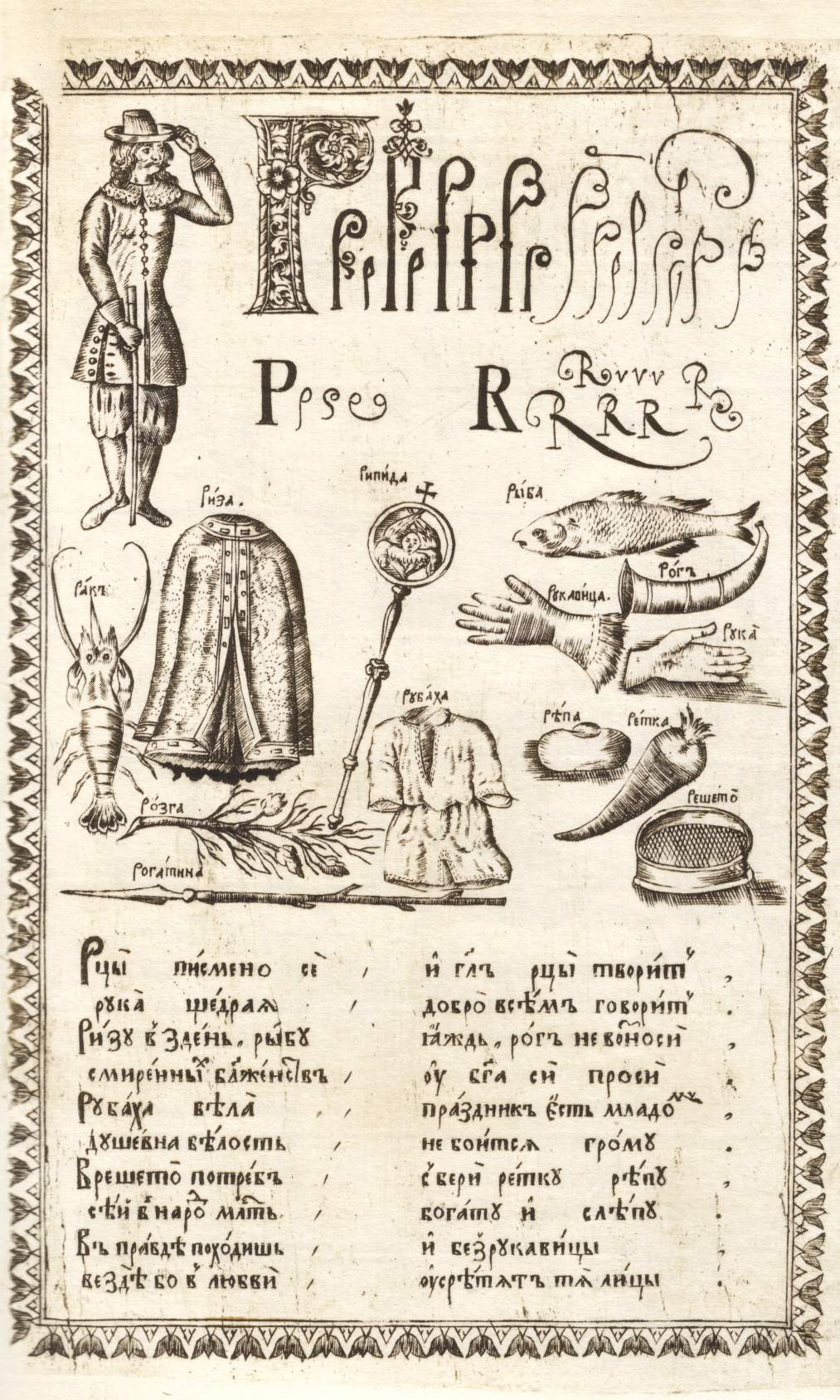
Les formes du er dans l’Alphabet de Karion Istomin de 1694.

Er ou erre (capitale Р, minuscule р) est une lettre de l’alphabet cyrillique. Utilisée dans de nombreuses langues, elle occupe entre autres la 17e position de l’alphabet bulgare, la 18e des alphabets russe et biélorusse, la 20e de l’alphabet serbe cyrillique et la 21e des alphabets macédonien et ukrainien.

## Usage
Р se prononce /r/ dans la plupart des langues qui utilisent cette lettre. Dans certaines langues (par exemple le russe ou l’ukrainien), elle peut avoir une prononciation palatalisée : /rʲ/.

## Représentations informatiques
Le erre peut être représenté avec les caractères Unicode suivants :
| formes    | représentations | chaînes de caractères | points de code | descriptions                     |
| --------- | --------------- | --------------------- | -------------- | -------------------------------- |
| capitale  | Р               | Р                     | U+0420         | lettre majuscule cyrillique erre |
| minuscule | р               | р                     | U+0440         | lettre minuscule cyrillique erre |